# 7030 Colombini
7030 Colombini (1993 YU) là một tiểu hành tinh vành đai chính được phát hiện ngày 18 tháng 12 năm 1993 bởi Vagnozzi, A. ở Stroncone.